# 20531 Stevebabcock
A 20531 Stevebabcock (ideiglenes jelöléssel 1999 RW57) a Naprendszer kisbolygóövében található aszteroida. A LINEAR projekt keretében fedezték fel 1999. szeptember 7-én.